# Silver Beach (Alberta)
Silver Beach est un village d'été (summer village) du Comté de Wetaskiwin No 10, situé dans la province canadienne d'Alberta.

## Démographie
En tant que localité désignée dans le recensement de 2011, Silver Beach a une population de 52 habitants dans 31 de ses 93 logements, soit une variation de 10,6 % avec la population de 2006. Avec une superficie de 0,664 7 km2, le village d'été possède une densité de population de 78,230 8 hab/km2 en 2011.
Concernant le recensement de 2006, Silver Beach abritait 47 habitants dans 22 de ses 35 logements. Avec une superficie de 0,664 7 km2, Silver Beach possédait une densité de population de 70,7 hab/km2 en 2006.
| 2001 | 2006 | 2011 | 2016 |
| ---- | ---- | ---- | ---- |
| 39   | 47   | 52   | 65   |